# Parque Nacional das Emas
O Parque Nacional das Emas é uma unidade de conservação brasileira de proteção integral à natureza localizada na região sudoeste do estado de Goiás. O parque abrange uma área de 132 000 ha, distribuídos pelos municípios de Mineiros, Chapadão do Céu, e parte de Costa Rica (Mato Grosso do Sul).
Criado através do Decreto No 49.874, emitido em 11 de janeiro de 1961
 pelo então Presidente da República, Juscelino Kubitschek, teve seus limites revistos posteriormente pelo Decreto 70.375, de 6 de abril de 1972. O parque preserva as diversas nascentes dos rios Jacuba e Formoso, afluentes do rio Paranaíba, da bacia do rio Paraná.
O acesso ao parque pode ser feito por Serranópolis, por Chapadão do Céu, ou por Mineiros. É administrado atualmente pelo Instituto Chico Mendes de Conservação da Biodiversidade (ICMBio).

## Importância do parque
- Preservar amostras representativas dos ecossistemas do Cerrado, em especial do campo limpo hiperestacional, área única conhecida desta fitofisionomia para o Cerrado.
- Proteger as áreas da chapada do parque, como ponto mais setentrional das áreas de recarga do aqüífero Guarani.
- Assegurar a qualificação do parque como área-núcleo da Reserva da Biosfera do Pantanal e como Patrimônio Natural da Humanidade.
- Abrigar e assegurar o habitat de grandes mamíferos, em especial:
  - onça-parda (Puma concolor)
  - onça-pintada (Panthera onca)
  - cervo-do-pantanal (Blastocerus dichotomus)
  - tamanduá-bandeira (Myrmecophaga trydactyla)
  - lobo-guará (Chrysocyon brachyurus)
  - cachorro-vinagre (Speothos venaticus)
- Assegurar a manutenção de populações viáveis das espécies ameaçadas de extinção, a saber:
- da fauna:
  - codorna-mineira (Nothura minor)
  - inhambu-carapé (Taoniscus nanu)
  - papagaio-galego (Amazona xanthops)
  - bacurau-rabo-branco (Caprimulgus candicans)
  - tapaculo-de-colarinho (Melanopareia torquata)
  - chorozinho-de-bico-comprido (Herpsilochmus longirostris)
  - andarilho (Geobates poecilopterus)
  - limpa-folha-do-brejo (Philydor dimidiatus)
  - fura-barreira (Hylocryptus rectirostris)
  - maria-corruíra (Euscarthmus rufomarginatus)
  - soldadinho (Antilophia galeata)
  - gralha-do-cerrado (Cyanocorax cristatellus)
  - pula-pula-de-sobrancelha (Basileuterus leucophrys)
  - bandoleta (Cypsnagra hirundinacea)
  - cigarra-do-campo (Neothraupis fasciata)
  - batuqueiro (Saltator atricollis)
  - Porphyrospiza caerulescens
  - mineirinho (Charitospiza eucosma) e
  - capacetinho-do-oco-do-pau (Poospiza cinerea)
- da flora:
  - coquinho-do-campo (Acrocomia hassleri)
- Assegurar a manutenção de populações viáveis das espécies raras, a saber:
- de aves:
  - bacurau-de-rabo-branco (Caprimulgus candicans)
- de serpentes:
  - mussurana (Rhachidelus brazili)
  - bicuda (Lystrophis nattereri)
  - cobra-cega (Leptotyphlops koppesi)
  - cobra-cipó (Philodryas livida)
  - cobra-d’água (Liophis maryellenae)
- de flora:
  - araticum (Annona coriacea)
  - murici-pequeno (Byrsonima coccolobifolia)
  - Camarea affinis
  - fel-de-gentil (Cayaponia espelina)
  - algodão-do-campo (Cochlospermum regium)
  - Combretum hilarianum
  - araticunzinho (Duguetia furfuracea)
  - Galactia decumbens
  - paratudo (Gomphrena macrocephala)
  - Hyptis eriophylla
  - rosa-de-caboclo (Langsdorffia hypogea)
  - folha-de-serra (Ouratea spectabilis) e
  - bolsa-de-pastor (Zeyheria montana)
- Assegurar a manutenção de populações viáveis das espécies em perigo da flora, a saber:
  - cajuzinho-do-cerrado (Anacardium humile)
  - Barjonia erecta
  - Deianira nervosa
  - caqui-do-cerrado (Diospyros hispida)
  - Eriope crassipes
  - Froelichia procera
  - jenipapo (Genipa americana)
  - Heteropteris campestris
  - anileiro (Indigofera gracilis)
  - Ipomoea virgata
  - Irlbachia speciosa
  - Pradosia brevipes
  - Pombalia insignis[3]
- Assegurar a manutenção de populações viáveis das espécies vulneráveis da flora, a saber:
  - catuaba (Anemopaegma arvense)
  - araticum (Annona warmingiana = A. pygmaea)
  - pequi (Caryocar brasiliense)
  - Croton cinctus
  - araticunzinho (Duguetia gabriuscula)
  - Eremanthus sphaerocephalus
  - azulzinha (Evolvulus cressoides)
  - Evolvulus fuscus
  - Hoehnephyton trixoides
  - Hortia brasiliana
  - Ipomoea argentea
  - Ipomoea campestris
  - Ipomoea procurrens
  - Jacquemontia sphaereocephala
  - carne-de-vaca (Roupala montana)
- Assegurar a manutenção de populações viáveis das novas espécies encontradas no PNE, a saber:
- de serpentes:
  - cobra-cega (Liotyphlops aff. ternetzi)
  - falsa coral (Apostolepis aff. lineata)
- de lagartos:
  - Cnemidophorus aff. parecis
  - Cnemidophorus aff. ocellifer
  - cobra-de-vidro (Ophiodes sp.)
  - calango (Tropidurus sp.)
- de peixes:
  - lambari (Astyanax scabripinnis cf. paranae), Astyanax sp  1, Astyanax sp  2, Astyanax sp  3
  - lambari (Hasemania sp.)
  - piaba (Hyphessobrycon spp.)
  - canivete (Characidium aff. zebra), Characidium spp.
  - piau (Leporinus cf. paranensis)
  - timboré (Leporinus marcgravii)
  - Cyphocharax sp.
  - traíra (Hoplias aff. malabaricus)
  - bagrezinho (Tatia intermedia)
  - baginho (Cetopsorhamdia sp.)
  - Rhamdia sp.
  - Hisonotus sp.
  - barrigudinho (Phalloceros sp.)
  - talhoto (Rivulus pictus)
  - pirambóia (Synbranchus spp.)
- Assegurar que o PNE contribua como centro de reprodução e dispersão de animais silvestres e como fonte de repovoamento da região;
- Contribuir, estimular e promover a utilização dos princípios e práticas de conservação da natureza no processo de desenvolvimento da zona de amortecimento do PNE;
- Proteger paisagens naturais e pouco alteradas de notável beleza cênica no interior do PNE, em especial as Chapadas e Furnas do rio Jacuba e as diversas fitofisionomias do Cerrado existentes no interior do PNE;
- Proteger as nascentes dos rios Jacuba e Formoso, afluentes do rio Corrente, da bacia do rio Paraná;
- Proporcionar meios e incentivos para atividades de pesquisa científica, estudos e monitoramento ambiental, em especial: da prevenção de incêndios florestais, de estudos de ecologia da biodiversidade encontrada no PNE, do monitoramento das espécies invasoras, e estudos de biologia do campo limpo hiperestacional de Cerrado;
- Assegurar a integridade e a riqueza do bioma Cerrado preservado pelo PNE;
- Propiciar meios para o monitoramento do fogo, das espécies exóticas e invasoras, do uso de agrotóxicos no entorno no PNE, da qualidade da água das nascentes e das zonas de recarga que fluem para o PNE de forma que o PNE possa se tornar uma referência para outras áreas de Cerrado.
- Favorecer e promover a educação e interpretação ambiental, a recreação em contato com a natureza;
- Assegurar que a única área protegida de Cerrado onde ocorre o fenômeno de bioluminescência seja preservada;
- Propiciar a integração do PNE com outras UCs contíguas e próximas ao Parque de modo a favorecer a gestão em mosaico, tornando o PNE sua área núcleo;
- Contribuir com a conectividade entre remanescentes florestais da região de forma a favorecer o trânsito e a troca genética dos corredores ecológicos das três bacias do Paraná, Araguaia e Pantanal.

## Métodos
O desenvolvimento do Parque obedeceu à metodologia contida no roteiro metodológico do IBAMA “Parques Nacionais, Reservas Biológicas e Estações Ecológicas” (IBAMA, 2006), contendo informações coletadas e organizadas nos levantamentos realizados no parque e sua área de influência, com subsídios de informações colhidas junto à comunidade em várias etapas do planejamento. Foram, também, elaborados mapas temáticos, a partir da interpretação de cartas topográficas do IBGE e do DSG e informações coletadas “in crazy
” por GPS.

## Meio Físico

### Clima
A região da UC se caracteriza pelo Clima Tropical, onde está incluída a quase totalidade da Região Centro-Oeste, com um clima quente, variando de úmido a semi-árido, com até cinco meses de seca.
Segundo a classificação de Köppen, a região se enquadra no tipo AW, característico dos climas úmidos tropicais, com duas estações bem definidas: seca, no inverno, e úmida, no verão.
A precipitação anual oscila entre 1.200 e 3.000 mm, e a duração do período seco, entre 5 e 6 meses. A pluviosidade total anual varia de 2.000 a 3.000 mm ao norte de Mato Grosso, decrescendo para Oeste e Sul, onde esse valor atinge níveis em torno de 1.500 mm a Oeste de Goiás e 1.250 mm no Pantanal Matogrossense.
Apesar dessa desigualdade a região é bem provida de chuvas. Sua sazonalidade é tipicamente tropical, com máxima no verão e mínima no inverno. Mais de 70% do total de chuvas acumuladas durante o ano se precipitam de novembro a março. No inverno, as chuvas são muito raras, tendo pelo menos um mês excessivamente seco. Ao sul e a nordeste de Mato Grosso, julho é o mês mais seco. À medida que se caminha para o interior a estação seca aumenta, chegando até quatro meses. A noroeste e ao sul de Goiás a seca é de quatro meses, enquanto que a nordeste aumenta para cinco meses.

### Hidrografia
A rede hidrográfica da área de influência do PNE é composta pelas bacias do rio Paranaíba, um dos afluentes do rio Paraná, pela bacia do rio Araguaia/Tocantins e pela bacia do Paraguai.
O PNE esta localizado no Alto Paranaíba, na bacia do rio Corrente com cerca de 7.300 km², tem forma predominantemente alongada, com largura média da ordem de 20 km, exceto em suas cabeceiras, no PNE, onde os divisores se afastam consideravelmente, atingindo cerca de 60 km de largura.
Em função da forma peculiar de sua bacia, o rio Corrente não apresenta qualquer outro afluente relevante (além de seus formadores, os rios Formoso e Jacuba), ao longo dos 450 km de seu curso. Parte da área de contribuição das nascentes do rio Araguaia estão situadas no PNE, bem como na sua Zona de Amortecimento, onde estão inclusas as nascentes do rio Taquari, afluente do rio Paraguai.

### Geologia
A geologia da região do sul está representada por uma pilha de sedimentos relativamente homogêneos e rochas vulcânicas associadas, depositados na sinéclise ou bacia sedimentar do Paraná.
A área do PNE é sustentada por sedimentos arenosos do Grupo Bauru (Formação Adamantina), expostos em sua porção nordeste, devido ao entalhamento do vale do rio Jacuba.
O relevo e a geomorfologia do PNE insere-se no Planalto Setentrional da Bacia Sedimentar do Paraná, compreendendo formas tabulares residuais nas porções elevadas, parcialmente erodidas e dissecadas ao longo dos maiores vales.
As porções elevadas configuram extensos chapadões, recobertos por latossolos e areias quartzosas, originalmente ocupados por um mosaico de fisionomias vegetais características do bioma Cerrado. Pequenas formas de acumulação fluvial completam a paisagem, dominada por terrenos planos relativamente elevados.
Os solos resultam da ação intempérica sobre as rochas preexistentes e estão associados às formas de relevo nelas estabelecidas.
No PNE são encontrados os seguintes tipos de solos:
- Areias quartzosas álicas e distróficas
- Areias quartzosas hidromórficas álicas e distróficas
- Glei húmico distrófico e eutrófico
- Latossolo roxo distrófico
- Latossolo vermelho-amarelo distrófico
- Latossolo vermelho-escuro álico e distrófico
- Podzólico vermelho-amarelo álico e distrófico
- Podzólico vermelho-amarelo eutrófico
- Solos litólicos álicos e distróficos
- Terra roxa estruturada eutrófica
- Terra roxa estruturada eutrófica latossólica

## Meio Biótico

### Formações vegetais
O PNE situa-se na área nuclear do cerrado e juntamente com o Parque Nacional de Brasília e o da Chapada dos Veadeiros, representa uma das principais reservas de Cerrado no Brasil e é considerada uma das maiores e mais bem preservadas (IBDF 1981), sendo, pois, uma das áreas criticamente prioritárias para a conservação do Cerrado (Conservation International 1999).
Os tipos vegetacionais e as fisionomias de cerrado encontrados no PNE são brevemente descritos da seguinte forma:
- Campo Limpo: predomínio de espécies herbáceo-subarbustivas, densidade muito baixa de arbustos e sem indivíduos arbóreos.

Ocorre nas áreas mais planas, em que o lençol freático é profundo. Nessa fisionomia, encontramos muitas gramíneas, especialmente o capim-flecha (Tristachya leiostachya), que capim-flecha domina a paisagem.
Na porção sudoeste da reserva, há uma área de campo limpo que fica alagada na estação úmida, sendo, portanto, uma área hiperestacional. Nesse campo limpo hiperestacional há o predomínio de outra gramínea: Andropogon leucostachyus.
- Campo Sujo: predomínio de espécies herbáceo-subarbustivas, mas com densidade maior de arbustos e alguns indivíduos arbóreos esparsos.

Como o campo limpo, também ocorre nas áreas mais planas e mal drenadas. A gramínea mais abundante é, da mesma forma, o capim-flecha. Entre as espécies arbustivo-arbóreas, as que se destacam são
- - Eremanthus erythropappus
  - Mimosa amnis-atri
  - Pouteria ramiflora
  - Pouteria torta e
  - Rourea induta, cujas alturas, de modo geral, não passam dos 2,5 m.

Em alguns locais mais bem drenados, há uma alta densidade de palmeiras, como Allagoptera leucocalyx, Attalea geraensis e Syagrus flexuosa.
- Campo Cerrado: predomínio de espécies herbáceo-subarbustivas, mas com uma densidade razoável de arbustos e árvores.

Ocorre em áreas mais íngremes, em que o lençol freático é menos profundo. Entre as espécies arbustivo-arbóreas mais importantes estão
- - Anadenanthera falcata
  - Eremanthus erythropappus
  - Eriotheca pubescens
  - Ouratea acuminata
  - Piptocarpha rotundifolia e
  - Pouteria ramiflora, com alturas de até 5 m.

Em alguns locais, os indivíduos arbustivo-arbóreos aparecem entre bambus, notadamente o taquari (Actinocladum verticilattum) e a cambeúva (Apoclada arenicola).
- Cerrado Sensu Stricto: predomínio de espécies arbustivo-arbóreas, em densidades muito altas.

Ocorre também em áreas mais íngremes e com lençol freático menos profundo. Entre as espécies arbustivo-arbóreas mais importantes estão
- - Anadenanthera falcata
  - Miconia albicans
  - Myrcia bella e
  - Piptocarpha rotundifolia, com alturas de até 10 m.
- Floresta Estacional Semidecídua: ocorre sobre solos provavelmente mais férteis, em áreas de interflúvio.

O dossel fica em torno de 20 m de altura. As espécies mais importantes nesse tipo vegetacional são
- - Anadenanthera macrocarpa
  - Bauhinia longifolia
  - Copaifera langsdorffii
  - Hymenaea courbaril
  - Licania kunthiana e
  - Tabebuia roseo-alba.
- Floresta Ripícola: ocorre associada aos cursos d’água, com dossel em torno de 15 m.

Entre as espécies mais abundantes nesse tipo vegetacional, estão
- - Geonoma brevispatha
  - Miconia chamissois
  - Protium heptaphyllum
  - Tapirira guianensis
  - Tococa formicaria
  - Vochysia piramidalis e
  - Xylopia emarginata.

A floresta ripícola pode ser subdividida em floresta galeria', quando as copas das árvores das duas margens se tocam, floresta ciliar, quando as copas das árvores das duas margens não se tocam, e floresta paludícola, quando situada em solo permanentemente encharcado.
- Vereda de Buritis: as veredas de buritis (Mauritia flexuosa) aparecem em locais com solos permanentemente encharcados, especialmente nas cabeceiras dos rios e, à jusante, entre a floresta ripícola e o campo úmido. Os buritis têm altura em torno de 15 m. No componente herbáceo, há ciperáceas e xiridáceas, principalmente.
- Campo Úmido: ocorre nas várzeas dos rios, entre a floresta ripícola ou a vereda e o cerrado, bem como nas nascentes, em que há o afloramento do lençol freático.

A densidade de espécies herbáceas é muita alta, com até 1 m de altura. Predominam ciperáceas, xiridáceas e gramíneas, além espécies de outras famílias, como
- - Eryngium spp.
  - Drosera spp. e
  - Sisyrinchium vaginatum.
- Campo de Murundus: ocorre entre o campo úmido e o cerrado, como pequenas elevações de cerca de 1 m de raio e de 0,2 a 0,5 de altura, nas quais aparecem espécies de cerrado, em meio às espécies de campo úmido nos locais mais baixos.

### Fauna
Foram registros cerca de 85 espécies de mamíferos nativos no PNE e entorno, sendo a seguir, apresentado um comentário geral dos vários grupos registrados.
- Ordem Didelphimorphia.

Registramos dez espécies de marsupiais, sendo o gambá Didelphis albiventris a mais comum, principalmente em ambientes florestais.
Merecem destaque neste grupo o registro de uma espécie nova do gênero Gracilinanus além da presença da cuíca Lutreolina crassicaudata e da catita Monodelphis kunsi, animais pouco coletados e estudados (Emmons & Feer, 1997).
- Ordem Xenarthra. O tamanduá-bandeira (Myrmecophaga tridactyla) é uma das espécies de mamíferos mais observados no Parque, ocorrendo em vários tipos de ambiente, especialmente próximo a campos úmidos.

Também foram registrados cinco espécies de tatus, sendo o tatu-peba Euphractus sexcinctus a mais comum. O tatu-verdadeiro Dasypus novemcinctus foi observado apenas nas proximidades do rio Formoso, enquanto que o tatu-galinha D. septemcinctus, o tatu-de-rabo-mole Cabassous unicinctus e o tatu-canastra Priodontes maximus ocorrem nas áreas mais secas. Rastros e tocas de tatu-canastra são comuns, apesar de a espécie ser raramente visualizada.
- Ordem Chiroptera. Registramos dezenove espécies de morcegos no Parque, além de outras sete espécies fora dos limites do Parque. A espécie mais coletada foi Molossus molossus (coletado próxima a construções), seguida por Platyrrhinus lineatus. O morcego-vampiro Desmodus rotundus foi capturado principalmente na mata próxima à nascente do rio Jacuba, limite do Parque, provavelmente devido à proximidade com áreas de criação de gado, recurso alimentar utilizado pela espécie (Trajano, 1996).

São ainda merecedores de destaque os registros do morcego nectarívoro Lonchophylla dekeyseri (Phyllostomidae, Lonchophyllinae), único morcego endêmico do Cerrado (Marinho-Filho, 1996), e de Chrotopterus auritus e Pteronotus gymnonotus, espécies raramente capturadas (Marinho-Filho et al., 1997, 1998; Willig, 1983).
- Ordem Primates. Duas espécies ocorrem no PNE: o bugio Alouatta caraya, raramente observado e o macaco-prego Cebus apella, mais comum. Uma terceira espécie, o sagui Callithrix argentata, é citada por Redford (1983), porém sem indicar a fonte da informação (se observação direta ou entrevista com terceiros). Nunca observamos indícios de Callithrix no Parque.
- Ordem Carnivora. Das 23 espécies de mamíferos carnívoros registradas para o Cerrado, 16 ocorrem no PNE, estando oito delas na lista oficial de mamíferos ameaçados de extinção.

A Família Canidae é representada por quatro espécies:
- - o lobo-guará Chrysocyon brachyurus,
  - a raposa-do-campo Pseudalopex vetulus,
  - o cachorro-do-mato Cerdocyon thous e
  - o cachorro-do-mato-vinagre Speothos venaticus.

Dessas, as três primeiras são bastante comuns, e a quarta espécie muito rara.
Pelo menos seis espécies da Família Felidae estão presentes no Parque, sendo que algumas, como a jaguatirica (Leopardus pardalis) e a onça-pintada (Panthera onca) são raras. O gato-mourisco (Herpailurus yaguaroundi), a onça-parda (Puma concolor) e o gato-palheiro (Oncifelis colocolo) são as espécies de felinos observadas mais comumente. Além da jaguatirica, pelo menos mais uma espécie de gato pintado, Leopardus tigrinus, ocorre no PNE e a ocorrência de outra, o maracajá L. wiedii, não pode ser descartada.
As duas espécies da Família Procyonidae que ocorrem no PNE, são: o quati (Nasua nasua), raramente observado, e o mão-pelada (Procyon cancrivorous).
Quatro espécies da Família Mustelidae foram registradas, sendo a jaritataca (Conepatus semistriatus) a mais comum, sendo vista com freqüência nas estradas.
O furão (Galictis cuja), a lontra (Lontra longicaudis) e a irara (Eira barbara) são mais raros. Uma quinta espécie, a ariranha (Pteronoura brasiliensis), é citada pelos guarda-parque (Redford, 1983), porém não há nenhuma evidência que comprove sua presença.
- Ordem Perissodactyla. A anta (Tapirus terrestris) é uma espécie comum no Parque, sendo freqüentemente avistada. Seus rastros e fezes estão presentes em abundância em quase toda a área.
- Ordem Artiodactyla. O veado-campeiro, Ozotoceros bezoarticus, é o mamífero mais visualizado no PNE e um dos símbolos desta Unidade de Conservação. Os outros cervídeos são bastante raros de se observar e restritos a ambientes de campo úmido, como o cervo-do-pantanal (Blastocerus dichotomus) ou de cerrado sentido restrito e matas, como o veado-mateiro (Mazama americana) e o veado-catingueiro (M. gouazoupira).

Dentre os porcos do mato, o queixada (Tayassu pecari) é o mais comum, estando mais associado a áreas abertas e úmidas, enquanto o caititu (Pecari tajacu) é visto principalmente em habitats mais fechados, podendo também ser observado no campo.
- Ordem Rodentia. Registramos 19 espécies de roedores, distribuídos em sete famílias. A família Muridae é a mais numerosa, com doze espécies, abrangendo ratos de hábitos variados, desde os semifossoriais e insetívoros, como o rato-de-vereda Oxymycterus delator, a granívoros, como Bolomys lasiurus, e semi-aquáticos, como o rato-d’água Nectomys squamipes. Dentre os roedores, B. lasiurus foi a espécie mais comum. Os principais foram os registros do rato-gigante Kunsia tomentosus.

Das espécies de pequenos mamíferos não voadores que registramos no PNE capturamos 22 espécies, sendo que a catita Thylamys velutinus foi encontrada atropelado. O roedor Bolomys lasiurus foi a espécie mais abundante na comunidade, seguido por
- - Clyomys laticeps
  - Oryzomys megacephalus
  - Didelphis albiventris
  - Oxymycterus delator
  - Oryzomys scotti
  - Marmosa murina e
  - Oecomys bicolor, que podem ser consideradas espécies comuns, e
  - Oryzomys marinhus
  - Calomys expulsus
  - Kunsia tomentosus
  - Nectomys rattus
  - Proechimys longicaudatus
  - Gracilinanus sp.
  - Lutreolina crassicaudata
  - Calomys tener
  - Gracilinanus agilis
  - Oligoryzomys fornesi e
  - Monodelphis domestica

espécies incomuns.
O PNE e regiões adjacentes possuem 400 espécies de aves, que representa 47,8% da avifauna registrada para o bioma Cerrado, sendo 11 espécies visitantes da América do Norte e sete do sul da América do Sul.
Três novos registros de espécies para a lista do Cerrado foram encontrados no PNE:
- - o mergulhão-de-cara-branca Rollandia rolland (Podicipediformes, Podicipedidae) e
  - o mocho-dos-banhados Asio flammeus (Strigiformes, Strigidae)

e no entorno:
- - a tijerila Xenopsaris albinucha (Passeriformes, Tyrannidae) na Fazenda Mutum.

Cerca de 51% das espécies de aves registradas (353 espécies) no Parque são independentes, 24% são semi-dependentes e 25% são dependentes de formações florestais. Este padrão difere do observado para o bioma, onde cerca de 51% das espécies é dependente das formações florestais, o que parece refletir a composição fisionômica do Parque, onde as áreas abertas ocupam 70% de toda a sua extensão.
No PNE, foram registradas 19 espécies endêmicas, sendo 14 campestres e cinco florestais.
A seguir são apresentadas as espécies endêmicas do PNE:
- - papagaio-galego Amazona xanthops
  - meia-lua-do-cerrado Melanopareia torquata
  - chorozinho-de-bico-comprido Herpsilochmus longirostris
  - limpa-folha-do-brejo Philydor dimidiatus
  - fura-barreira Hylocryptus rectirostris
  - maria-corruíra Euscarthmus rufomarginatus
  - soldadinho Antilophia galeata
  - gralha-do-cerrado Cyanocorax cristatellus
  - pula-pula-de-sobrancelha Basileuterus leucophrys
  - bandoleta Cypsnagra hirundinacea
  - cigarra-do-campo Neothraupis fasciata
  - batuqueiro Saltator atricollis
  - campainha-azul Porphyrospiza caerulescens
  - mineirinho Charitospiza eucosma
  - capacetinho-do-oco-do-pau Poospiza cinerea

Foram registradas 88 espécies de répteis squamata na região: das 57 espécies de serpentes, 45 pertencem à família Colubridae (seis Colubrinae, seis Dipsadinae, 33 Xenodontinae), seguindo o mesmo padrão de comunidades neotropicais ao sul da Amazônia, com predomínio da Subfamília Xenodontinae; as demais espécies pertencem às famílias Anomalepididae (uma espécie), Leptoptyphlopidae (uma espécie), Boidae (três), Elapidae (duas) e Viperidae (quatro).
No interior do PNE, a espécie mais comum é Bothrops neuwiedi pauloensis (jararaca rabo-de-osso), principalmente nas áreas de campo limpo e campo sujo, onde se abrigam de predadores, variações térmicas, insolação e de chuva sob cupinzeiros e no interior de cavidades no solo.
As outras espécies de serpentes mais comuns na região foram
- - Bothrops alternatus
  - Crotalus durissus
  - Tantilla melanocephala e
  - Philodryas aestiva.

Três espécies de sepentes registradas no PNE (os boídeos Boa constrictor, Epicrates cenchria e Eunectes murinus) estão listadas no apêndice II do CITES.
Foram registradas 28 espécies de lagartos, pertencentes a oito famílias: Anguidae, Geckonidae, Gymnophtalmidae, Scincidae, Hoplocercidae, Polychrotidae, Teiidae e Tropiduridae. Foram também encontradas três espécies de Amphisbaenidae, todas pertencentes ao gênero Amphisbaena.
Quanto aos anfíbios, 27 espécies foram registradas na região, sendo 26 anuros e uma Gymnophiona. Destas, 22 ocorrem no interior do PNE e cinco foram registradas apenas nos fragmentos do entorno.
Seguindo os mesmos padrões encontrados em outras comunidades neotropicais, a família mais abundante é Leptodactylidae, com doze espécies, seguido de Hylidae, com dez espécies, Bufonidae e Microhylidae, com duas espécies cada e Caecilidae, com apenas uma espécie.
Os locais de maior densidade de anfíbios são os campos úmidos e bordas de mata de solo encharcado, nas proximidades de rios e córregos e a única espécie endêmica do Cerrado registrada foi Odontophrynus salvatori.
Com relação a ictiofauna, as coletas realizadas nos corpos de água do interior do PNE e nos rios Sucuriú e Araguaia resultaram da captura de 4.740 indivíduos, sendo que 32% foram amostrados no período de seca e 68% no período de chuvas. Estes exemplares distribuíram-se em 22 espécies, das quais 15 delas (68%) tiveram apenas seus gêneros identificados.
Aparentemente, a diversidade de insetos é influenciada pelas fitofisonomias encontradas no parque e pela proximidade com os limites da unidade. As áreas de maior diversidade amostrada foram as áreas de campo sujo e campo cerrado, seguidas pelas áreas de campo limpo e campo úmido.
Os grupos de insetos mais representados nas amostras de dentro da UC, e também como o maior número de morfotipos, foram as moscas (Diptera), as cigarrinhas (Homoptera), as vespas (Hymenoptera), os besouros (Coleoptera), os gafanhotos (Orthoptera) e os percevejos (Hemiptera).

## Aspectos Sócio-econômicos Regionais
A região do PNE está representada pelos municípios de Mineiros/GO, Serranópolis/GO, Chapadão do Céu/GO, Costa Rica/MS, Alcinópolis/MS e Alto Taquari/MT.
Ao analisarmos os municípios que compõem a zona de amortecimento do PNE, no tocante à composição e distribuição populacional podemos observar que o município que apresenta maior contingente populacional é Mineiros, seguido por Costa Rica, Serranópolis, Alto Taquari, Chapadão do Céu e Alcinópolis: os municípios que foram criados há mais tempo apresentam maior contingente populacional.
Este fato já não se repete para o grau de urbanização dos municípios, onde Mineiros é o mais urbanizado, com 88,8%, seguido por Alto Taquari (81,9%), Chapadão do Céu (74,5%), Costa Rica (74,1%), Serranópolis (63,5%) e Alcinópolis (62,7%).
Fato digno de nota é a discrepância verificada na taxa de crescimento demográfico entre os municípios analisados. Pode-se constatar que quatro municípios apresentaram crescimento populacional no período analisado (Chapadão do Céu, Alto Taquari, Mineiros e Costa Rica) e dois perderam população (Alcinópolis e Serranópolis). A perda de população pode estar ligada à migração da população para outros municípios ou estados. Isso pode estar ligado a que esses dois municípios possuem o menor grau de urbanização e um maior contingente de jovens que estariam procurando melhores condições de ensino em outras localidades.
Em todos os municípios analisados há a predominância de homens em relação a mulheres, diferentemente da razão de sexo do Brasil, que apresenta um maior contingente de população feminina.
A densidade demográfica de todos os municípios analisados é muito baixa, sendo que Mineiros é o município que apresenta a maior densidade demográfica entre os municípios analisados, sendo também o que apresenta a maior área.
O município de Chapadão do Céu é o município que apresenta o maior Índice de Desenvolvimento Humano, sendo também o município de Goiás que apresenta o melhor IDH-M. Ao compararmos o IDH-M dos municípios podemos observar que os municípios de Chapadão do Céu e Alto Taquari, apresentam alto grau de desenvolvimento humano, seguidos pelos demais municípios que apresentam médio grau de desenvolvimento humano.
Ao observarmos o pessoal ocupado nos municípios que compõe a área de influência do PNE, podemos observar que Serranópolis é o município que possui o maior percentual de pessoal ocupado (84,6%), seguido por Chapadão do Céu (75,1%), Mineiros (70,4%), Alto Taquari (68,5%), Costa Rica (66,6%) e Alcinópolis (64,7%).
Entre os municípios do entorno do Parque Nacional, Chapadão do Céu é o mais próximo, distante a aproximadamente 25 km, e, portanto, o mais procurado pelos funcionários do parque para o atendimento a alguns serviços, tais como: bancário, mecânico, farmacêutico, correio, etc. Entretanto, quando existe a necessidade de serviços especializados, assim como atendimento médico, os funcionários do parque recorrem a Mineiros, principal centro urbano da região, distante 110 km da sede do Parque Nacional. Costa Rica também é procurada, eventualmente para o atendimento de alguns serviços.